# Zayd ibn Ḥāritha

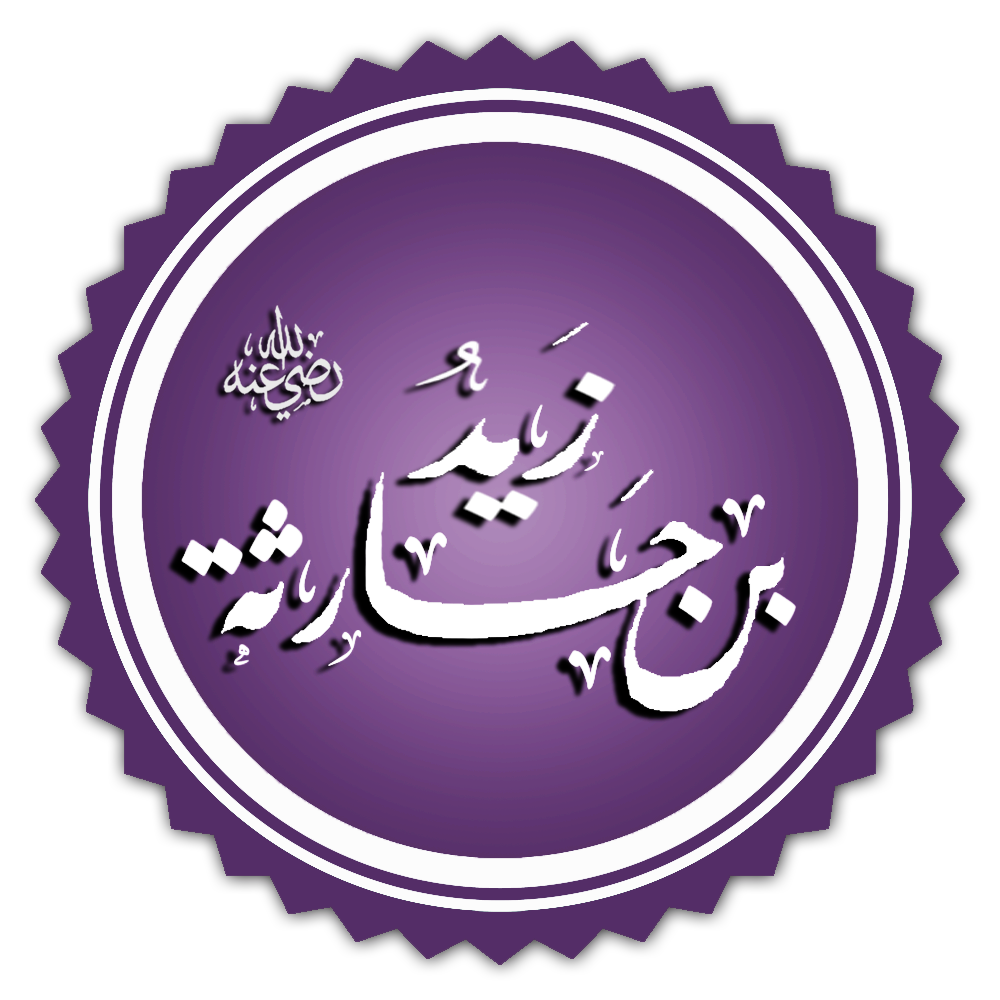

Zayd ibn Ḥāritha al-Kalbi, o Zayd b. Muḥammad (in arabo زيد بن حارثة‎?; Siria, 587 circa – Muʿta, 31 agosto 629), è stato uno schiavo, poi mawlā, e infine figlio adottivo di Maometto, profeta dell'Islam.

## Biografia
Appartenente a una tribù siriana insediata nell'area di Dumat al-Jandal, lungo la frontiera siro-arabica, Zayd fu acquistato come schiavo per Khadīja, moglie di Maometto, che lo regalò al marito ancor prima che egli ricevesse la prima Rivelazione coranica. Le fonti relative alla vita di Zayd, in particolare quelle legate alla sua vendita come schiavo a Khadīja, sono contraddittorie. Secondo alcune fonti, Zayd fu venduto al mercato di ʿUkāẓ da membri della sua stessa tribù, ma secondo altri da un beduino che si sarebbe appropriato con l'inganno dei dromedari che suo padre aveva lasciato in eredità al figlio. Zayd fu acquistato dal nipote di Khadīja, Ḥakīm b. Ḥizām ma i discendenti di Zayd affermeranno che egli fu invece venduto al cugino di Khadīja, Waraqa ibn Nawfal. Quando alcuni membri della sua tribù lo videro e lo riconobbero alla Mecca, lo esortarono a tornare tra la sua gente ma egli preferì restare con Maometto.
Il modo in cui talora si cominciò a identificarlo fu col tempo quello di Ḥibb Rasūl Allāh (in arabo حِبّ رسول الله‎?, "L'amore dell'Inviato di Dio"). Fu fra i primissimi a convertirsi e, secondo alcune fonti, potrebbe essere stato addirittura il primo ma prevale l'opinione di quanti indicano invece Abū Bakr o ʿAlī. Unito in fratellanza spirituale con lo zio di Maometto, Ḥamza b. ʿAbd al-Muṭṭalib al momento dell'insediamento a Yathrib dei musulmani emigrati dalla Mecca con l'Egira, Zayd è ricordato come uno dei Dieci Benedetti e combatté in ogni fatto d'arme fin lì svolto mostrando grande valore, fino al disastro di Muʿta del 629 in cui quasi tutto lo stuolo che era al suo comando fu massacrato dai guerrieri arabi cristiani alleati dei Bizantini e in cui egli stesso trovò la morte.
D'un certo rilievo l'episodio che vide protagonisti sua moglie Zaynab bint Jahsh e Maometto. Entrando in casa del figlio adottivo, Maometto fu turbato dalla bellezza della nuora che, nell'intimo della casa e intenta alle faccende, era alquanto discinta. Il mostrarsi ai parenti con cui esisteva un preciso interdetto matrimoniale era fatto perfettamente legittimo ma Zaynab si accorse del sentimento provato dal Profeta e ne parlò al marito. Questi la ripudiò immediatamente per lasciar libero Maometto di agire. Il divieto di contrarre matrimonio in presenza di vincoli parentali stretti, ivi compresa la "parentela" acquisita per adozione (era escluso il solo caso del "matrimonio preferenziale" fra cugini), fu superato da una Rivelazione divina che dichiarava la parentela adottiva non assimilabile in tutto e per tutto alla parentela agnatizia, cosicché Maometto e Zaynab ebbero la possibilità di sposarsi.
Zayd, a parte i suoi successivi matrimoni con una cugina adottata dal suo zio adottivo Abu Lahab e con Umm Kulthūm bint ʿUqba, aveva in precedenza sposato, su pressione di Maometto, una schiava abissina alquanto più anziana di lui: Umm Ayman, che si era occupata amorevolmente del Profeta nei suoi anni più giovani, facendogli da balia asciutta. Da tale matrimonio era nato Usama ibn Zayd (soprannominato Ḥibbat ḥibbati Rasūl Allāh, ossia "L'amore dell'amore dell'Inviato di Dio"), al quale sarà affidato da Abū Bakr, da poco diventato Califfo, il comando d'una spedizione punitiva contro i responsabili della sconfitta di Mu‘ta. Essa però – venuto a morire improvvisamente Maometto – fu richiamata in patria a causa del deterioramento della situazione politica generale nella Penisola araba che avrebbe portato poco dopo alla guerra della cosiddetta ridda.
Il nome di Zayd e quello di Abu Lahab, sono gli unici, tra coloro che furono a diverso titolo frequentati dal Profeta, a comparire nel Corano (sūra XXXIII, versetto 37).